# Secret Song Sverige
Secret Song Sverige är ett musik- och underhållningsprogram som började sändas på TV4 och C More den 23 januari 2022. Programledare för programmet är Maria Forsblom.

## Upplägg
I programmet blir svenska kändisar hyllade och överraskade av sina nära och kära och av artister som de beundrar.

## Deltagare
Källa: 
| Nr  | Kändisar                                                            | Sändningsdatum   |
| --- | ------------------------------------------------------------------- | ---------------- |
| 1:1 | Tareq Taylor, Tina Thörner, Casper Janebrink och Jessica Andersson  | 23 januari 2022  |
| 1:2 | Amelia Adamo, Keyyo och Per Andersson                               | 30 januari 2022  |
| 1:3 | Tina Nordström, Måns Möller, Anis Don Demina och Charlotte Perrelli | 6 februari 2022  |
| 1:4 | Kakan Hermansson, Filip Dikmen, Kattis Ahlström och Eric Saade      | 13 februari 2022 |
| 1:5 | Janne Josefsson, Anna Lindberg, Daniel Norberg och Suzanne Axell    | 20 februari 2022 |
| 1:6 | Titti Schultz, Johan Östling och Kristin Kaspersen                  | 27 februari 2022 |
| 1:7 | Glenn Hysén, LaGaylia Frazier, Agneta Sjödin och Mark Levengood     | 6 mars 2022      |
| 1:8 | Arantxa Alvarez, E-Type och Lotta Engberg                           | 13 mars 2022     |